# Zhang Liao

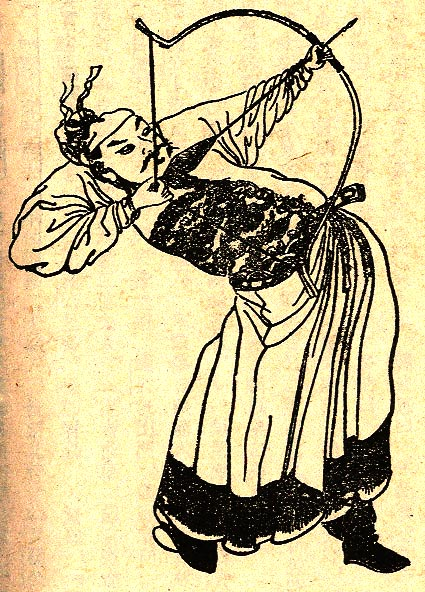
Retrato de Zhang Liao. Edición del Romance de los Tres Reinos

Zhang Liao (169 – 222) fue un general chino bajo el mando del poderoso jefe de guerra Cao Cao en la época de la Dinastía Han y Los Tres Reinos. Participó en numerosas campañas, incluyendo las disputadas contra los herederos de Yuan Shao y contra las tribus Wuhuan. Sin embargo, es conocido principalmente por su papel central en la batalla de Hefei, en el año 208, donde defendió con éxito la ciudad de los ataques del inmenso ejército de Sun Quan hasta que los refuerzos del reino de Wei llegaron a socorrerles. 
Chen Shou, autor de Registros de los Tres Reinos, consideró a Zhang Liao como uno de los Cinco Grandes Generales del reino de Wei. Los otros cuatro eran Yue Jin, Yu Jin, Xu Huang y Zhang He.

## Inicios de su carrera
Hacia el final de la dinastía Han, fue contratado por Ding Yuan, un señor de la guerra que había oído hablar de sus habilidades guerreras, y enviado a Luoyang para ayudar al general He Jin. Zhang Liao reclutó 1000 soldados, pero cuando volvió a Luoyang, He Jin había sido asesinado por el señor de la guerra Dong Zhuo, quien tomó el control del gobierno. De este modo, Zhang Liao se convirtió en subordinado de Dong Zhuo, hasta que éste fue muerto por el general Lü Bu, pasando a ser uno de sus ayudantes y comandante de la caballería.
Alrededor de un mes después de la muerte de Dong Zhuo, Lü Bu fue atacado por antiguos partidarios de aquel, siendo derrotado y expulsado de la capital, Chang'an Zhang Liao acompañó a Lü Bu al este y centro de China hasta 195, cuando el señor de la guerra, Liu Bei ofreció refugio a Lü Bu en la provincia de Xu. En 196, Lü Bu traicionó a su anfitrión y tomó el control de la provincia, nombrando gobernador a Zhang Liao.

## Servicio bajo Cao Cao
En 198, Lü Bu fue derrotado en la batalla de Xiapi por el señor de la guerra Cao Cao, que controlaba el gobierno central del emperador Xian Di. Zhang Liao se rindió a Cao y se convirtió en uno de sus subordinados. Fue comisionado como «General de la Casa» (中郎將) y recibió el título de «Marqués secundario» (關內侯). Más tarde fue promovido a «General mayor» (裨將軍) por sus contribuciones en batalla.
Participó en las batallas de Guan Du , Chang Ban, He Fei, y Chi Bi. 

## Servicio bajo Cao Pi

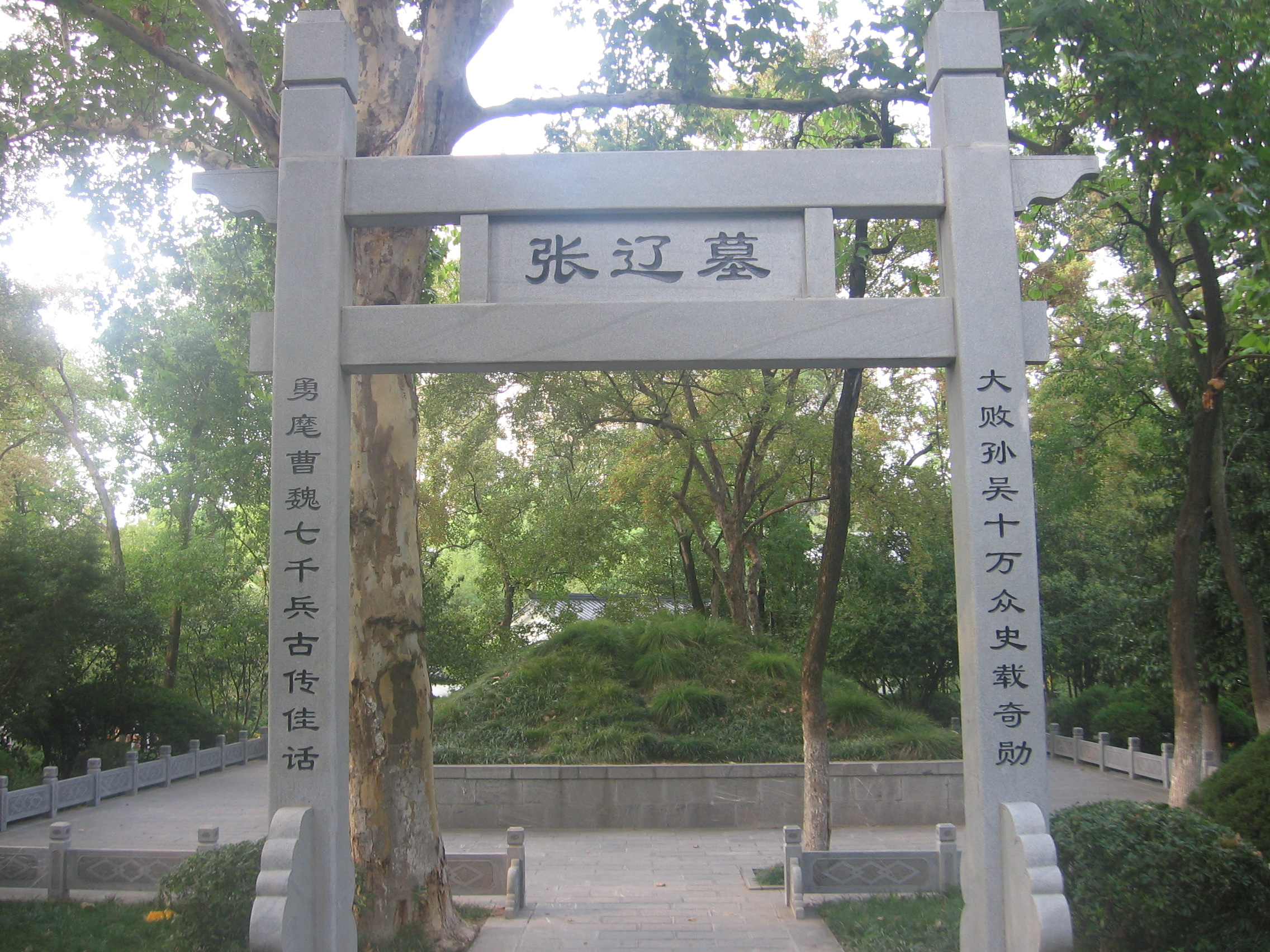
Tumba de Zhang Liao en el parque Xiaoyaojin, Hefei, Anhui, China.

Cao Cao murió al principio de 220 y fue sucedido por su hijo, Cao Pi como "Rey de Wei" (魏王). Cao Pi promovió a Zhang Liao a "General de la vanguardia" (前將軍) y le recompensó con 1000 rollos de seda y 10.000 hu de grano. Cuando Sun Quan renunció a la alianza con Wei, Cao Pi entregó a Zhang Liao la guarnición de Hefei para prevenir posibles ataques de Wu, y le elevó de rango a «Marqués de Distrito» (都鄉侯).
A finales de 220, Cao Pi forzó a Xian Di a abdicar en su favor, poniendo fin a la dinastía Han oriental. Luego se convirtió en emperador y estableció el estado de Cao Wei. Zhang Liao fue recompensado con el título de «Marqués de Jinyang» (晉陽侯).
En 221, cuando Sun Quan prometió de nuevo lealtad a Wei, Zhang Liao se trasladó de la guarnición de Hefei a la de Yongqiu (雍丘), donde contrajo una enfermedad. Cao Pi le envió a su médico y le visitó personalmente. Zhang Liao mejoró significativamente y pudo volver a su guarnición.

## Muerte
En 222, Sun Quan renunció de nuevo a su alianza con Wei, y Cao Pi ordenó a Zhang Liao y a Cao Xiu dirigir una flota a Hailing, en territorio de Wu. Las tropas de Zhang Liao derrotaron a las de Wu, pero su salud empeoró, y murió poco después en Jiangdu.
Cao Pi lloró su muerte y le recompensó póstumamente con el título de "Marqués Gang" (剛侯), que quiere decir literalmente «marqués resuelto».

## En la ficción
Zhang Liao aparece como personaje en la novela de Luo Guanzhong, Romance de los Tres Reinos, que dramatiza los acontecimientos del final de la dinastía Han y del período de los Tres Reinos.